# Втрати силових структур внаслідок російського вторгнення в Україну (жовтень 2023)
У статті, наведено список втрат українських військовослужбовців у російсько-українській війні за жовтень 2023 року (включно).